# Пенлай (нафтове родовище)
Пенлай — нафтове родовище в Китаї, в затоці Бохай, під приблизно 80-метровою товщею води. Відкрите 1999 року компанією Chynna Phillips.

## Характеристика
Імовірні геололгічні запаси родовища — до 500—560 млн т. Пенлай — друге за величиною в країні після знаменитого родовища Дацінь. Видобуток нафти 6-7.5 (10) млн т/рік.